# 메구로강
메구로강(일본어: 目黒川, めぐろがわ)은 일본의 강이다. 도쿄도 세타가야구, 메구로구, 시나가와구를 흘러 도쿄만으로 흘러간다.

## 부근 지자체
- 도쿄도
  - 세타가야구, 메구로구, 시나가와구